# Bucyrus-Erie 1850-B «Big Brutus»

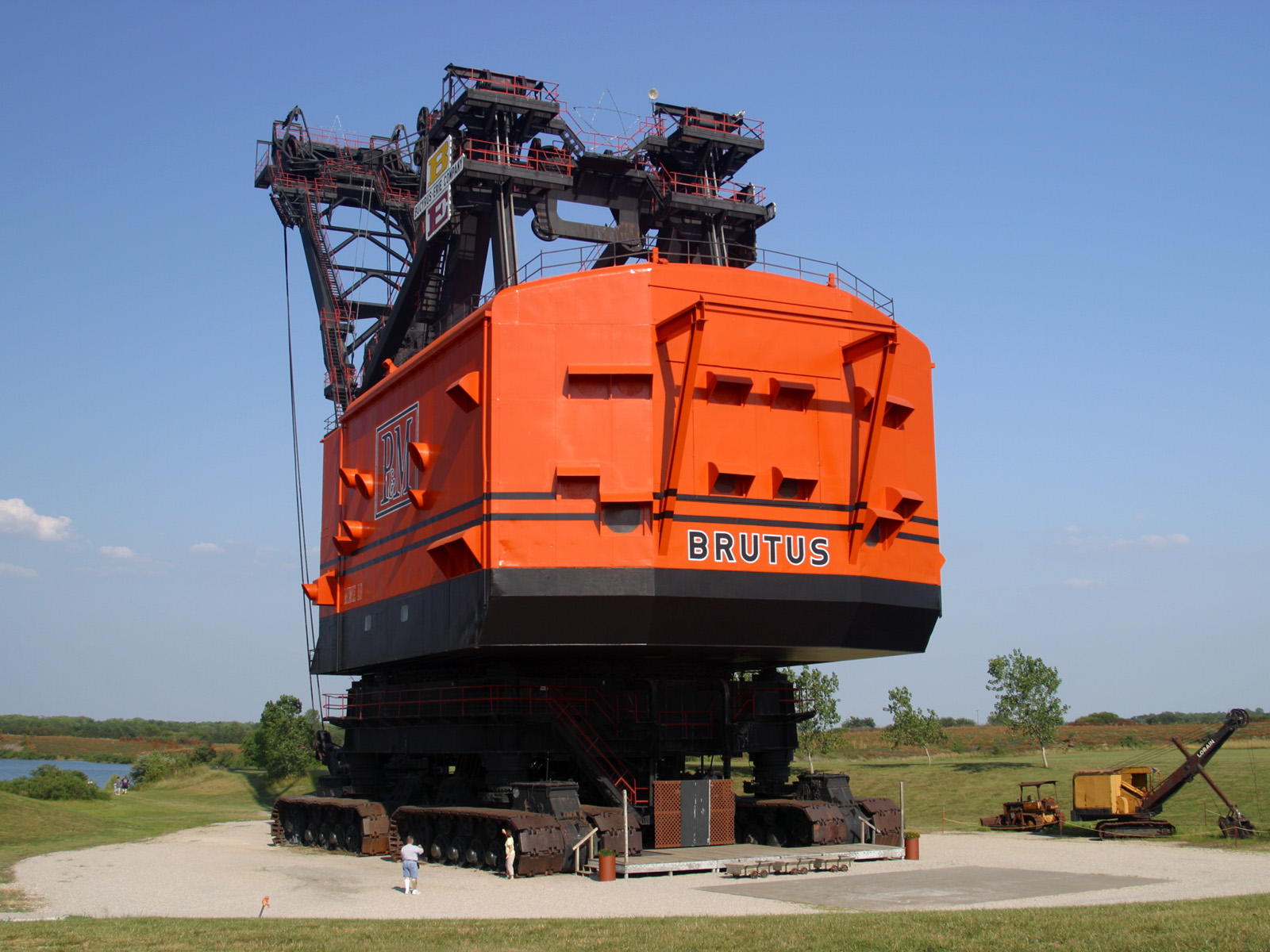
Bucyrus-Erie 1850-B (ср. с ростом людей около гусениц)

Bucyrus-Erie 1850-B по прозвищу «Big Brutus» (англ. Большой Брут) — гигантский электрический экскаватор американской компании Bucyrus-Erie. «Big Brutus» в 1960—1970-х годах являлся второй по величине электрической механической лопатой в мире, уступая лишь Мэрион 6360. Использовался экскаватор для добычи каменного угля открытым способом.
Единственный построенный экземпляр сегодня находится в музее города Вест-Минерал в Канзасе. Эксплуатировался «Угледобывающей компанией Питсбурга и Мидвея» (Pittsburg & Midway Coal Company) в соседнем городе Hallowell.

## Технические характеристики
| Производитель              | Bucyrus-Erie             |
| Модель                     | 1850-B                   |
| Классификация              | Механическая лопата      |
| Годы эксплуатации          | 1963—1974                |
| Вес                        | 5500 тонн                |
| Длина экскаватора мин/макс | 46/150 м                 |
| Высота экскаватора         | 49 м                     |
| Длина стрелы               | 45,5 м                   |
| Рабочий радиус             | 45,7 м                   |
| Высота выгрузки            | 30,5 м                   |
| Глубина копания            | 38 м                     |
| Ёмкость ковша              | 69 м³                    |
| Грузоподъёмность ковша     | 135 т                    |
| Число гусениц              | 8                        |
| Максимальная скорость      | 0,35 км/ч                |
| Ходовые двигатели          | 2×3500 л. с.             |
| Подъёмные приводы ковша    | 8×500 л. с.              |
| Потребляемая мощность      | 5152 кВт                 |
| Производительность         | 4,9 тыс. м³ породы в час |
| Время цикла                | 50 сек.                  |
| Экипаж                     | 3 чел.                   |

«Big Brutus» разработан для добычи каменного угля из тонких пластов, расчётная глубина варьируется 6 до 21 м. При работе на максимальной скорости за год экскаватор способен вскрыть поверхность площадью 260 га. За один цикл «Big Brutus» способен заполнить три железнодорожных вагона. В качестве ходовых используются два двигателя компании «Empire District Electric» мощностью по 3500 л. с. Часть электричества экономилась за счёт использования энергии рекуперативного торможения ковша при движении вниз.

## История
«Угледобывающая компания Питсбурга и Мидвея» заказала разработку экскаватора «Big Brutus» у компании по производству горно-шахтного оборудования Bucyrus-Erie в 1962 году. Построен «Big Brutus» был на фабрике в Южном Милуоки в штате Висконсин. Он обошёлся компании в 6,5 млн долларов.
Для транспортировки экскаватора с завода в Канзас понадобилось 150 железнодорожных вагонов. Сборка производилась в городе Хэллоуэлл, около карьера № 19. Сборка затянулась на 11 месяцев и потребовала 52 специалиста. Вес отдельных деталей достигал 120 тонн.
В мае 1963 года экскаватор был введён в эксплуатацию. Прозвище «Big Brutus» дал машине начальник карьера № 19 Эмиль Сандин (Emil Sandeen) Работал экскаватор круглосуточно, ежемесячно потребляя электричество на 27 тыс. долларов (равноценно потреблению города с населением 15 тыс. человек).. Для выработки электроэнергии использовался генератор, работающий на местном угле.
За время своей эксплуатации экскаватор добыл около 9 млн тонн каменного угля.
Конструкция экскаватора рассчитывалась на 25 лет эксплуатации, но проработал он только 11 лет. В апреле 1974 года «Big Brutus» был признан экономически неэффективным и работа была остановлена. Транспортировка на другое место работы тоже была связана с огромными затратами, и экскаватор просто оставили в карьере.

## Музей
Bucyrus-Erie 1850-B остаётся одним из ярких примеров достижений машиностроения 1960-х годов. В 1984 году угледобывающая компания подарила «Big Brutus» как основу для создаваемого музея, посвящённого карьерным работам на юго-востоке Канзаса. Сам музей открылся в 1985 году. В 1987 году ассоциация инженеров ASME занесла «Big Brutus» в региональный список исторических достопримечательностей — достижений машиностроения под номером № 127. Предоставляется не только посещение, но и кемпинг на территории музея.

## Галерея

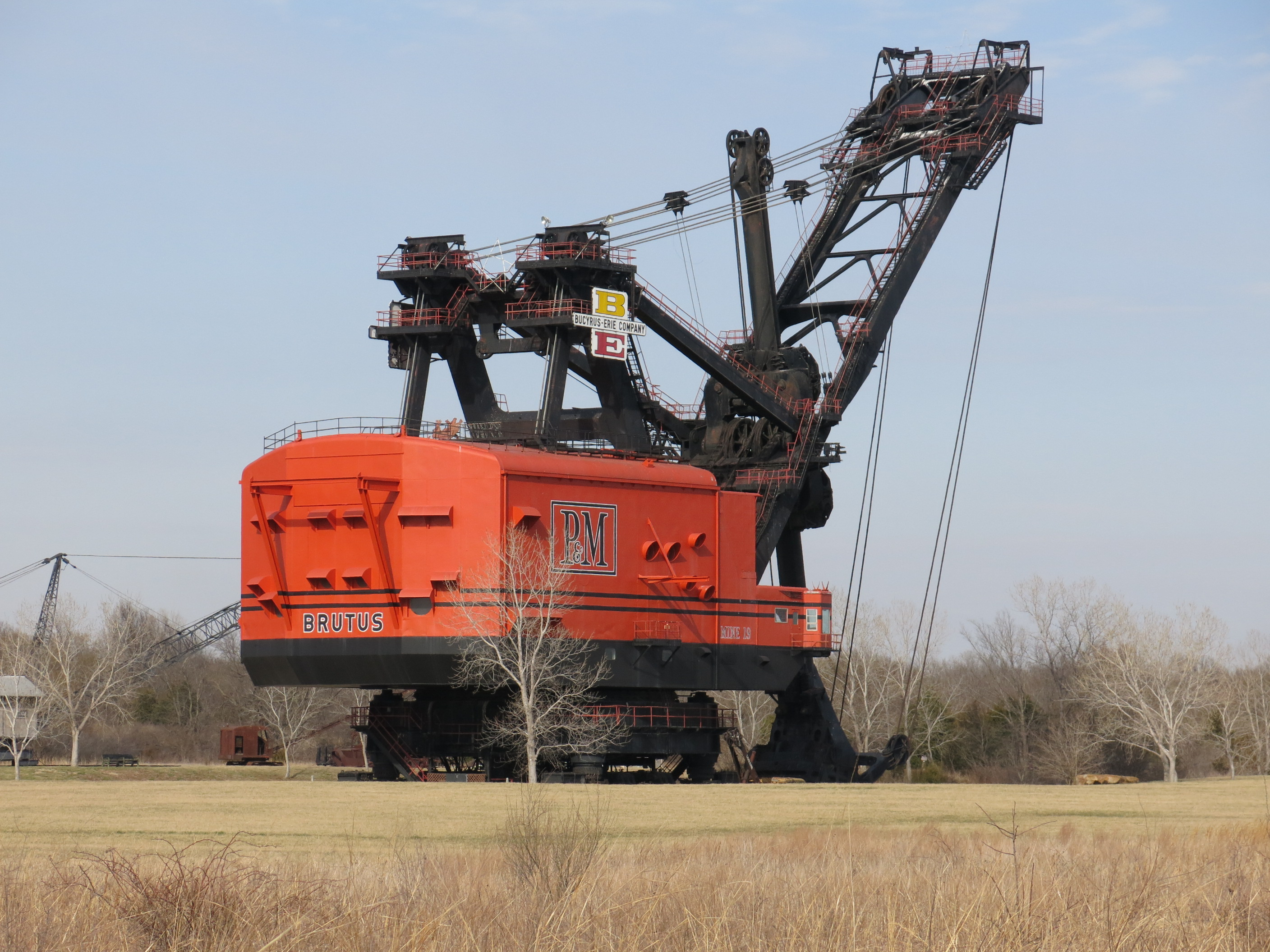
«Big Brutus» со снятым ковшом и гусеницами
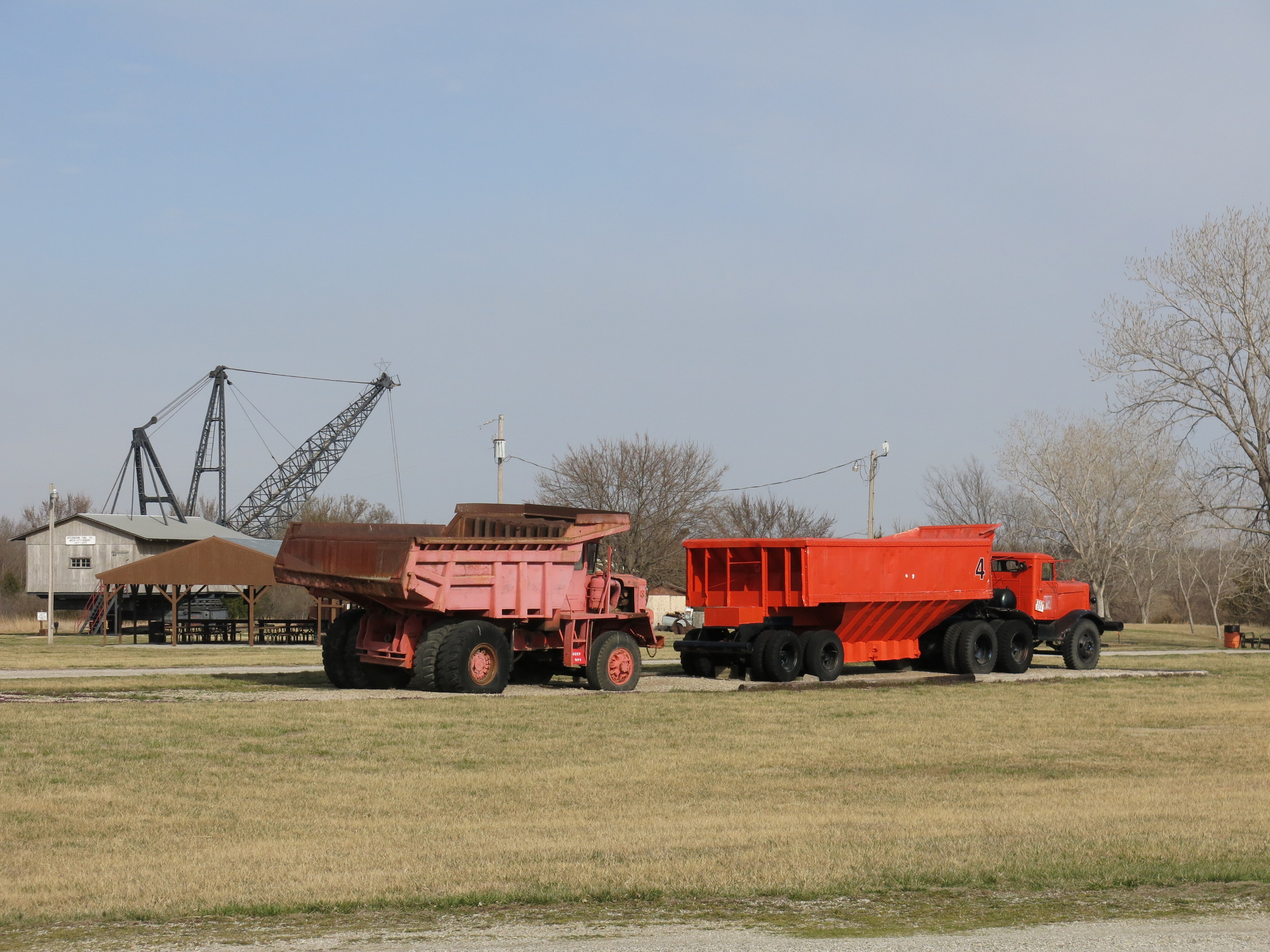
Карьерное оборудование. Музей в городе Вест-Минерал, Канзас
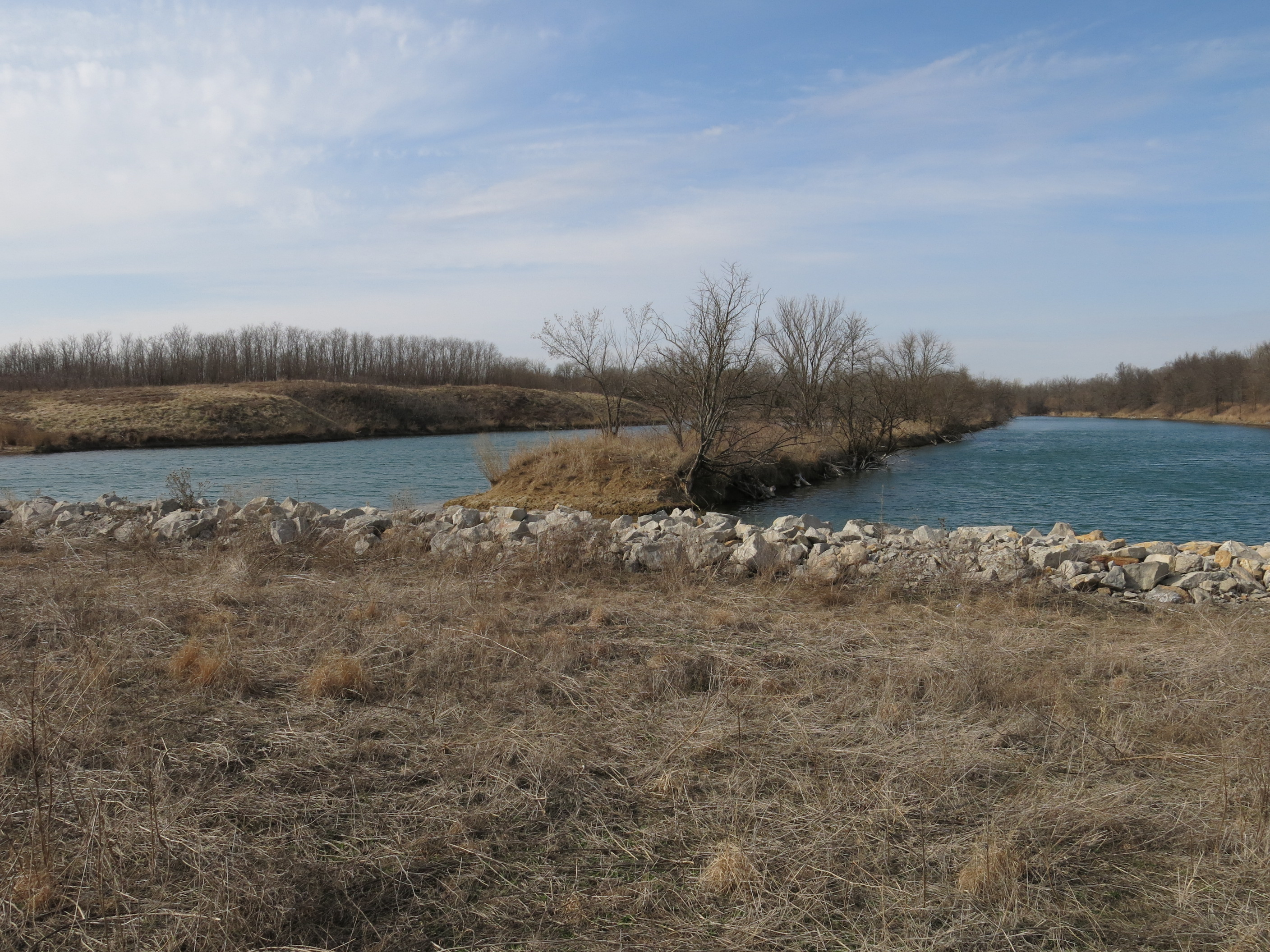
Заброшенный карьер около Вест-Минерал, Канзас